# EuroPlexus
EuroPlexus est un logiciel de simulation de dynamique rapide (structures et fluides) par la méthode des éléments finis, développé à l'origine par le CEA (code PLEXUS) et le Centre commun de recherche (CCR) d'Ispra en Italie (PLEXIS-3C).